# Bootsfunde im Lough Corrib

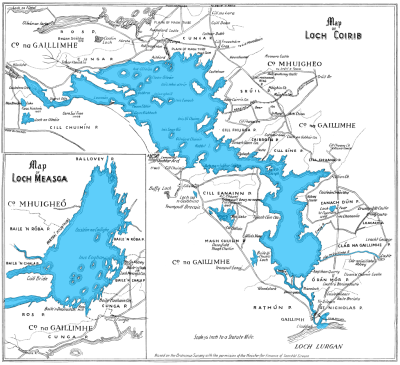
Karte des Lough Corrib – rechts

Die 2014 gemachten Bootsfunde im Lough Corrib (See) in Connemara, im County Galway in Irland betreffen Boote, die laut C14-Analyse von 2500 v. Chr. bis zum 12. Jahrhundert datieren. Die Boote im Lough Corrib wurden von Trevor Northage, gemeinsam mit Artefakten der Wikinger entdeckt und Unterwasserarchäologen führten einige Tauchgänge durch. Noch gibt es keine Pläne die Boote zu heben.
Der 4.500 Jahre alte „Annaghkeen Einbaum“ war mit Schlamm bedeckt. Eine Mischung aus organischen Sedimenten und Seewasser hatte den Konservierungsprozess unterstützt, so dass auch die Sitze im Boot erhalten blieben. Der etwa 12,0 Meter lange Einbaum ist verwandt mit dem 1901 gefundenen Lurgan Canoe (County Galway) und dem 1996 im Mannin Lake (See) in der Nähe von Ballyhaunis, im County Mayo, gefundenen etwa 5,0 m langen Teilstück des „Carrowneden-Boots“. Es wurde aus einem sehr großen Eichenstamm gemacht. Die Tatsache, dass alle drei Boote innerhalb eines Kreises von etwa 30 Meilen gefunden wurden, zeigt, dass es in der frühen Bronzezeit allgemein Boote von diesem Typ gab.
Ein aus dem 11. oder 12. Jahrhundert stammendes Boot, gefunden in der Nähe von Carrowmoreknock, kann an einer Wikinger-Raid teilgenommen haben, als es sank. Man glaubt sogar, dass die Besatzung Iren waren. Zu den gefundenen Objekten gehören Streitäxte. Die drei Streitäxte der Wikinger sind ein Herzstück des National Museum of Ireland bei der Ausstellung zum 1.000 Jahrestag der Schlacht von Clontarf und des Todes von Brian Boru. Die anderen Waffen, darunter Bronzelanzenspitzen und ein seltener Holzspeer, sind zur Konservierung ins Nationalmuseum verbracht worden.
Einbäume sind in Nordwesteuropa in großer Zahl gefunden worden. So wurden bei Arklow im County Wicklow im Abstand von etwa 50 Jahren zwei Einbäume gefunden. Einbäume waren seit dem Mesolithikum bis zum Spätmittelalter im Einsatz, da sie relativ robust sind.

## Nachbau
Das im Lough Corrib gefundene eisenzeitliches Holzboot wurde 2019 nachgebaut und getestet.